# Joan Roig i Diggle

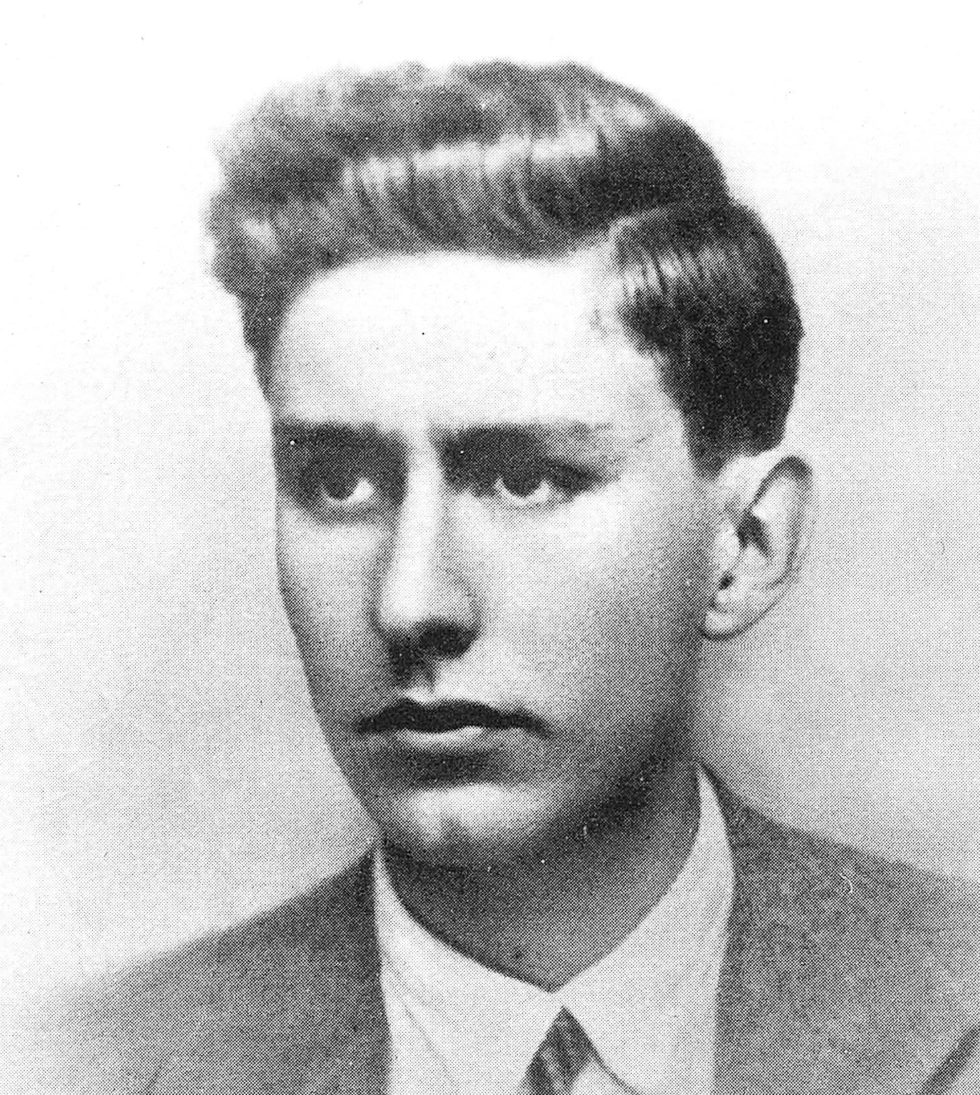
Joan Roig i Diggle (1930)

Joan Roig i Diggle (* 12. Mai 1917 in Barcelona, Spanien; † 11. September 1936 in Santa Coloma de Gramenet, Barcelona) war ein spanischer römisch-katholischer Laie und Mitglied einer katholischen Jugendorganisation. Nachdem er sich in einem Zeitungsartikel öffentlich gegen den Kommunismus gewandt hatte, wurde er als Regimegegner verhaftet und wegen seiner religiösen Überzeugung getötet. Die Seligsprechung von Roig erfolgte am 7. November 2020 in Barcelona.

## Leben
Joan Roig i Diggle wuchs mit seinen beiden Schwestern, Beatriz und Lourdes, sowie seinen Eltern Ramon Roig i Font und Maud Diggle Puckering in Barcelona auf. Seine Mutter, die britische Wurzeln hatte, war besorgt über den früh geäußerten Wunsch Roigs, als Missionar das Evangelium verkünden zu wollen. Seine Spiritualität wurde wesentlich durch den Unterricht in den Klosterschulen der Brüder der christlichen Schulen sowie der Piaristen geprägt, wo er von Ignasi Casanovas i Perramon und Francesc Carceller i Galindo unterrichtet wurde; beide Lehrer starben 1936 als Märtyrer im Spanischen Bürgerkrieg. Die Weltwirtschaftskrise zwang die finanziell angeschlagene Familie nach El Masnou umzuziehen, wo der Roig einen Arbeitsplatz finden musste, da sein Vater bereits in Barcelona seine Stelle verloren hatte. Roig verdiente zuerst als Verkäufer, später als Lagerarbeiter den Lebensunterhalt für die Familie. Seinen Wunsch, nach dem Schulabschluss Jura zu studieren, konnte er nicht weiter verfolgen.
In El Masnou trat Roig der Federación de Jóvenes Cristianos de Cataluña bei, einer 1931 von Albert Bonet i Marrugat gegründeten Jugendbewegung, die nicht mit der Asociación Cristiana de Jóvenes zu verwechseln ist. Hier konnte Roig seinen missionarischen Eifer weiter intensivieren. So erklärte er sich bereit, den Religionsunterricht für Kinder unter vierzehn Jahren zu übernehmen und in seiner Freizeit häufig die Eucharistische Anbetung zu besuchen. Während dieser Zeit knüpfte er eine Freundschaft mit dem später seliggesprochenen Arzt Pere Tarrés i Claret, der 1942 zum Priester geweiht wurde. Von Claret inspiriert, begann Roig alte und kranke Menschen in ihren Häusern zu besuchen und die Sterbenden auf den Empfang der Sterbesakramente vorzubereiten. Während der Kirchenverfolgung des spanischen Bürgerkriegs intensivierte er diese pastorale Hilfeleistung, als die politischen Morde an Priester und Ordensleute zunahmen. Um seine Religiosität weiter zu vertiefen, besuchte er jeden Morgen vor Arbeitsbeginn die Heilige Messe und beichtete wöchentlich.
Am 6. März 1936 publizierte Roig in der Zeitschrift Flama einen sozialkritischen Artikel, in dem er sich zu den spanischen Parlamentswahlen vom Februar 1936 äußerte und den Faschismus und Kommunismus anprangerte, obwohl er sich bewusst war, dass ihn dies zu einem Regimegegner machte. Der Ausbruch des spanischen Bürgerkriegs im Juli 1936 bedeutete für die katholische Familie eine große Gefahr. Kurz nach den ersten bewaffneten Auseinandersetzungen musste sich sein Vater im Haus eines Onkels verstecken, während Roig einige Tage bei Freunden Unterschlupf fand. Jedoch entschloss er sich, wieder zu arbeiten und sich um seine Mutter und Schwestern zu kümmern. Am 10. September 1936 erhielt er von seinem geistlichen Begleiter die Erlaubnis, für Notfälle die Eucharistie aufzubewahren, um sie den Gläubigen zu spenden.
Am 10. September 1936 hielten maskierte Milizionäre der Republikaner vor dem Haus seiner Mutter, um Roig zu verhaften. Während seine Mutter das Kommando ablenkte, das auch seinen Vater verhaften wollte, konsumierte Roig alle konsekrierten Hostien und verhinderte dadurch ein Sakrileg. Roig wurde im Morgengrauen des 11. September 1936 am Friedhof Santa Coloma bei Barcelona durch einen Kopfschuss und fünf Schüsse in die Brust getötet, nachdem er seinen Mördern vergeben hatte. 1938 wurden seine Überreste entdeckt und in der Pfarrkirche Sant Pere del Masnou beigesetzt.

## Seligsprechung
Im Jahr 1993 begann der Seligsprechungsprozess für Joan Roig i Diggle. Die diözesanen Untersuchungen wurden am 4. Oktober 1999 unter Kardinal Ricardo María Carles Gordó initiiert, am 16. Mai 2001 abgeschlossen und führten dazu, dass am 2. Oktober 2019 Roigs Martyrium kirchlich bestätigt wurde. Im Anschluss an die Beratungen der Kongregation für die Selig- und Heiligsprechungsprozesse stimmte Papst Franziskus der Seligsprechung zu, indem er bestätigte, dass Roig in odium fidei (aus Glaubenshass) getötet wurde. Am 7. November 2020 wurde Joan Roig i Diggle durch Kardinal Juan José Omella Omella in der Basilika Sagrada Família seliggesprochen, der in seiner Predigt Roig als Beschützer der sozialen Doktrin der katholischen Kirche bezeichnete und ihn zum Vorbild eines gemeinschaftlichen Leben aus dem Glauben erklärte.
Derzeitiger Postulator ist der Piaristenpater Andrés Valencia Henao. Sein liturgischer Gedenktag ist der 11. September.